# Étienne Lamy
Étienne Marie Victor Lamy, född den 2 juni 1845 i Cize, departementet Jura, död den 9 januari 1919 i Paris, var en fransk skriftställare och politiker.
Lamy blev juris doktor och advokat i Paris samt var 1871–1876 ledamot av nationalförsamlingen och 1876–1881 av deputeradekammaren. Hans politiska åskådning var romersk-katolsk och republikansk; han tillhörde de 363 opponenterna i kammaren mot Mac Mahons kupp av den 16 maj 1877, och när Leo XIII i en encyklika 1892 förmanat Frankrikes republikaner att "ralliera sig" med republiken, bildade Lamy i detta syfte föreningar och uppsatte tidningar, dock utan att åt katolikerna kunna erövra åstundat politiskt inflytande. Bland annat utgav han 1904–1912 den utpräglat romersk-katolska tidskriften "Le correspondant". Bland Lamys skrifter märks främst Études sur le second empire (1895) och La France du Levant (1900) samt vidare La femme de demain (1901), Témoins de jours passés (1907), Catholiques et socialistes (1909) och L’Institut et la guerre (1915). Lamy invaldes 1905 i Franska akademien och var från 1913 (efter Thureau-Dangin) dess ständige sekreterare.